# Ligamento fundiforme
O ligamento fundiforme ou ligamento fundiforme do pênis é uma especialização, espessamento, da fáscia superficial (Scarpa) que se estende da linea alba da parede abdominal inferior.
Ele corre a partir do nível do osso púbico, lateralmente ao redor dos lados do pênis como uma funda, e depois se une na base do pênis antes de ir para o septo do escroto.
É apenas superficial ao ligamento suspensor.
Embora raramente mencionado, este ligamento também é encontrado em mulheres.